# Netsuzou Trap
Netsuzou Trap (捏造トラップ-NTR-?, Netsuzō torappu - NTR) è un manga yuri scritto e disegnato da Naoko Kodama, serializzato sul Comic Yuri Hime di Ichijinsha dal 18 novembre 2014 al 18 dicembre 2017. Un adattamento anime, prodotto da Creators in Pack e acquistato in Italia da Dynit, è stato trasmesso in Giappone tra il 5 luglio e il 20 settembre 2017.
La storia narra gli intrecci amorosi tra Yuma e Takeda e tra Hotaru e Fujiwara. Nel giorno del primo appuntamento tra Yuma e Takeda, Hotaru inizia a mostrare atteggiamenti d'amore verso l'amica, decidendo così di baciarla. Con il passare dei fatti, Yuma inizierà a provare dei veri sentimenti per Hotaru, creando un vero e proprio rifiuto per Takeda.

## Personaggi

I personaggi nella sigla iniziale dell'anime. Da sinistra: Fujiwara, Takeda, Yuma e Hotaru.

Yuma Okasaki (岡崎 由真?, Okasaki Yuma)
Doppiata da: Ai Kakuma
Hotaru Mizushina (水科 ほたる?, Mizushina Hotaru)
Doppiata da: Hiromi Igarashi
Takeda (武田?)
Doppiato da: Ryōta Ōsaka
Fujiwara (藤原?)
Doppiato da: Daisuke Ono

## Media

### Manga
Il manga, scritto e disegnato da Naoko Kodama, è stato serializzato sulla rivista Comic Yuri Hime di Ichijinsha dal 18 novembre 2014 al 18 dicembre 2017. Il primo volume tankōbon è stato pubblicato il 18 giugno 2015 e al 18 luglio 2017 ne sono stati messi in vendita in tutto cinque. In America del Nord i diritti sono stati acquistati da Seven Seas Entertainment.

#### Volumi
| Nº | Data di prima pubblicazione              | Data di prima pubblicazione                                                 | Data di prima pubblicazione |
| Nº | Giapponese                               | Giapponese                                                                  |                             |
| -- | ---------------------------------------- | --------------------------------------------------------------------------- | --------------------------- |
| 1  | 18 giugno 2015                           | ISBN 978-4-7580-7433-9                                                      |                             |
| 2  | 18 marzo 2016                            | ISBN 978-4-7580-7528-2                                                      |                             |
| 3  | 18 novembre 2016                         | ISBN 978-4-7580-7615-9                                                      |                             |
| 4  | 18 aprile 2017                           | ISBN 978-4-7580-7659-3                                                      |                             |
| 5  | 18 luglio 2017 (ed. regolare & speciale) | ISBN 978-4-7580-7709-5 (ed. regolare) ISBN 978-4-7580-7716-3 (ed. speciale) |                             |

### Anime
Un adattamento anime, prodotto da Creators in Pack e diretto da Hisayoshi Hirasawa, è andato in onda dal 5 luglio al 20 settembre 2017. La composizione della serie è stata affidata a Words in Stereo e Yūichi Uchibori, mentre il character design è stato sviluppato da Masaru Kawashima. Le sigle di apertura e chiusura sono rispettivamente Blue Bud Blue di Haruka Tōjō e Virginal lily di Akira Ōse. In Italia gli episodi sono stati trasmessi in streaming in simulcast da Dynit su VVVVID, mentre nel resto del mondo, ad eccezione dell'Asia, i diritti sono stati acquistati da Crunchyroll.

#### Episodi
| Nº | Titolo italiano Giapponese 「Kanji」 - Rōmaji                                                                       | In onda           | In onda |
| Nº | Titolo italiano Giapponese 「Kanji」 - Rōmaji                                                                       | Giapponese        |         |
| 1  | Un segreto tra ragazze 「女の子同士のヒミツ」 - Onna no ko dōshi no himitsu                                         | 5 luglio 2017     |         |
| 2  | Secondo te, quelle due… 「あの二人ってさ…」 - Ano futari tte sa…                                                    | 12 luglio 2017    |         |
| 3  | Facciamo altre prove? 「また練習しよっか」 - Mata renshū shiyokka                                                   | 19 luglio 2017    |         |
| 4  | Anch'io gli sto facendo le corna? 「…私も浮気してるし？」 - …Watashi mo uwaki shiterushi?                           | 26 luglio 2017    |         |
| 5  | Mi faccio schifo da sola… 「自分が嫌で仕方ないよ……」 - Jibun ga iya de shikatanai yo…                               | 2 agosto 2017     |         |
| 6  | Pensavi che ti avrei baciato? 「キスされると思った？」 - Kisu sareru to omotta?                                     | 9 agosto 2017     |         |
| 7  | Rimarremo migliori amiche, vero? 「親友でいられるよね？」 - Shin'yū de irareru yo ne?                               | 16 agosto 2017    |         |
| 8  | Emozione incontrollabile 「制御できない感情」 - Seigyo dekinai kanjō                                                | 23 agosto 2017    |         |
| 9  | Passami l'influenza 「私に、風邪うつして……？」 - Watashi ni, kaze utsushite…?                                       | 30 agosto 2017    |         |
| 10 | Chissà che tipo di rapporto ci lega? 「この関係は何なんだろう」 - Kono kankei wa nan nan darō                       | 6 settembre 2017  |         |
| 11 | Grazie, e scusami 「ありがとう、ごめんね」 - Arigatō, gomen ne                                                      | 13 settembre 2017 |         |
| 12 | Perché me ne sono accorta solo ora? 「どうして今まで気づかなかったんだろう」 - Dōshite ima made kizukanakattan darō | 20 settembre 2017 |         |